# Hildegard Schroedter

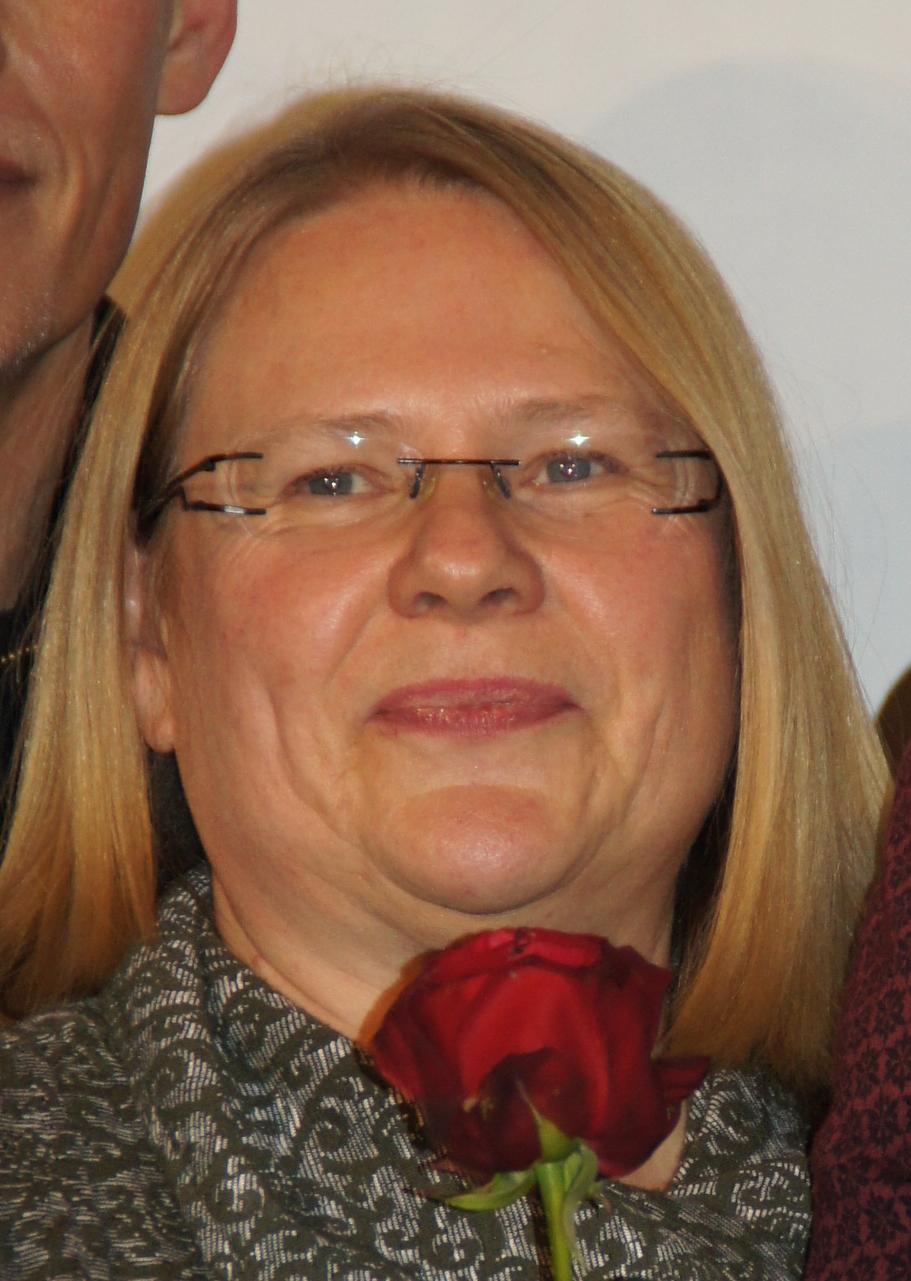
Hildegard Schroedter bei der Premiere von Katharina Luther, Februar 2017

Hildegard Schroedter (* 20. Mai 1958 in Arnsberg) ist eine deutsche Schauspielerin.

## Leben
Schroedter absolvierte ihre Schauspielausbildung bis 1984 an der Schauspielschule der Keller in Köln, danach war sie überwiegend am Theater beschäftigt. So trat sie bei den Hamburger Kammerspielen, dem Schauspielhaus Bochum, dem Renaissance-Theater Berlin und dem Theater Duisburg auf. Seit 2006 ist sie in zahlreichen Nebenrollen in deutschen und ausländischen Film- und Fernsehproduktionen zu sehen.
Seit Herbst 2022 ist sie Mitglied der Deutschen Filmakademie.
Laut Profil ihrer Agentur wohnt und lebt Hildegard Schroedter in Berlin.

## Filmografie (Auswahl)
- 2006: Das Leben der Anderen
- 2006: Das Duo: Der Sumpf (Fernsehreihe)
- 2007, 2019: Notruf Hafenkante (Fernsehserie, verschiedene Rollen, 2 Folgen)
- 2008: Der Vorleser
- 2008: Gonger – Das Böse vergisst nie
- 2009: Tatort: Oben und unten (Fernsehreihe)
- 2009: Kinder des Sturms
- 2010: Suicide Club
- 2010: Nemesis
- 2011: Abgebrannt
- 2011: Am Ende die Hoffnung
- 2011: Der letzte Bulle (Fernsehserie, Folge Das 5. Gebot)
- 2011: Spreewaldkrimi: Die Tränen der Fische (Fernsehreihe)
- 2013: Unsere Mütter, unsere Väter
- 2013: Die Bücherdiebin
- 2014: Kommissarin Heller: Der Beutegänger (Fernsehreihe)
- 2014: Polizeiruf 110: Hexenjagd (Fernsehreihe)
- 2015: Das Dorf der Mörder
- 2015: Dora oder die sexuellen Neurosen unserer Eltern
- 2015: Rentnercops (Fernsehserie, eine Folge)
- 2016: Wir sind die Flut
- 2016: Tatort: Der König der Gosse
- 2016: Ein starkes Team: Knastelse (Fernsehreihe)
- 2016: Schubert in Love
- 2017: Babylon Berlin
- 2017: Katharina Luther
- 2017: Der Usedom-Krimi: Nebelwand (Fernsehreihe)
- 2017: Der Usedom-Krimi: Trugspur
- 2017: Harter Brocken: Der Bankraub (Fernsehreihe)
- 2017: Polizeiruf 110: In Flammen
- 2018: Heldt (Fernsehserie, Folge Forellen-Andi)
- 2019: Der Bulle und das Biest (Fernsehserie, eine Folge)
- 2019: Lara
- 2019: Das vergessene Dorf
- 2019: SOKO Potsdam (Fernsehserie, Folge Der Container)
- 2020: Werkstatthelden mit Herz
- 2020: Auf dünnem Eis
- 2021: Charité (Fernsehserie, Staffel 3)
- 2021: Sportabzeichen für Anfänger
- 2021: Tatort: Wie alle anderen auch
- 2021: Schneller als die Angst (Miniserie, 5 Folgen)
- 2021: Mission Ulja Funk
- seit 2021: Käthe und ich (Fernsehreihe) → siehe Besetzung
- 2022: Souls (Fernsehserie)
- 2022: Lauchhammer – Tod in der Lausitz (Fernsehserie, 6 Folgen)
- 2022: SOKO Stuttgart (Fernsehserie, Folge Stille Nacht)
- 2022: La Maison - Haus der Lust (La maison)
- 2023: Der Fluch des Kuckucks (El Cuco)
- 2024: Reset – Wie weit willst du gehen?
- 2024: Neuer Wind im Alten Land: Beke wirbelt auf (Fernsehreihe)
- 2024: Neuer Wind im Alten Land: Gestrandet
- 2024: SOKO Leipzig (Fernsehserie, Folge Die Unsichtbaren)
- 2025: Neuer Wind im Alten Land: Erntezeit
- 2025: Neuer Wind im Alten Land: Stolz und Vorurteil

## Auszeichnungen & Nominierungen
- 2025: Nominierung Deutscher Schauspielpreis in der Kategorie Dramatische Nebenrolle für Ich sterbe. Kommst Du?[3]